# Marquein
Marquein é uma comuna francesa na região administrativa de Occitânia, no departamento de Aude. Estende-se por uma área de 5,49 km². Em 2010 a comuna tinha 84 habitantes (densidade: 15,3 hab./km²).